# Feuillardier (boisson)
Pour les articles homonymes, voir Feuillardier.
Le feuillardier désigne une boisson traditionnelle limousine à base de liqueur de châtaigne et de vin blanc sec. Une bonne proportion est d'un tiers de liqueur de châtaigne contre deux tiers de vin blanc sec.